# Ернст Людвіг (ландграф Гессен-Дармштадтський)
Ернст Людвіг (нім. Ernst Ludwig, 15 грудня 1667—12 вересня 1739) — німецький шляхтич з Гессенської династії, ландграф Гессен-Дармштадту у 1678—1739 роках. Син попереднього ландграфа Гессен-Дармштадту Людвіга VI та принцеси Єлизавети Доротеї Саксен-Гота-Альтенбурзької.

## Біографія
Ернст Людвіг народився 15 грудня 1667 року. Він був первістком в родині ландграфа Гессен-Дармштадтського Людвіга VI та його другої дружини Єлизавети Доротеї Саксен-Гота-Альтенбурзької. Від першого шлюбу батька з Марією Єлизаветою Гольштейн-Готторпською у Ернста Людвіга було шестеро зведених братів і сестер, а за наступне десятиліття з'явилося ще семеро рідних.
Батько помер 1678 року,  його старший син Людвіг пішов з життя чотири місяці потому. Після цього ландграфом поголосили 10-річного Ернста Людвіга. 
1 грудня 1687 року 19-річний Ернст Людвіг побрався у Дармштадті з 26-річною Доротеєю Шарлоттою,  тіткою малолітнього правлячого маркграфу Бранденбург-Ансбахського Крістіана Альберта. У пари народилося п'ятеро дітей. 
До 1688 року країною правила регентська рада, до складу якої входила і матір Єлизавета Доротея. Та якраз у 1688 році Ернст Людвіг, за рік до цього одружившись, був змушений залишити із родиною свою дармштадтську резиденцію через війну із Францією. Міста Рюссельхайм і Дорнберг були окуповані ворожими війська. Наступне десятиліття ландграф прожив у Нідді та Гіссені.
Із першою дружиною ланграф прожив вісімнадцять років до її смерті у 1705. Понад два десятиріччя потому він одружився вдруге. На той час живими з його дітей залишалися лише старший син та молодша донька.
20 січня 1727 року 59-річний Ернст Людвіг вступив у морганатичний шлюб із 37-річною Луїзою фон Шпіґель, який він дарував титул графині Епштайн. Вона народила двох доньок. Між шлюбами мав зв'язок із Шарлоттою фон Форстнер, яка у 1711 році народила від нього сина.
Пішов з життя 12 вересня 1739 року. Був похований у крипті міської церкві Дармштадту.

## Родина
Дружина — Доротея-Шарлотта Бранденбург-Ансбаська
Діти:
- Доротея Софія (1689—1723) — дружина принца Йоганна Фрідріха Гогенлое-Нойнштайн-Ерінгенського, мала двох синів та шість доньок;
- Людвіг (1691—1768) — наступний ландграф Гессен-Дармштадтський, одружений з Шарлоттою Крістіною Ганау-Ліхтенберзькою, мав шестеро дітей;
- Карл Вільгельм (1693—1707) очолював Гессен-Дармштадтський полк, помер у 13 років;
- Франц Ернст (1695—1717) очолював Гессен-Дармштадтський полк, помер неодруженим у 20 років;
- Фредеріка Шарлотта (1698—1777) — дружина принца Максиміліана Гессен-Кассельського, мала семеро дітей.

Коханка — Шарлотта фон Форстнер
Діти:
- Фрідріх Карл Людвіг (1711—після 1715)[1]

Дружина — Луїза фон Шпіґель
Діти:
- Луїза Шарлотта (1727—1753)
- Фредеріка Софія (1730—1770) — одружена з бароном Йоганном Карлом Людвігом фон Претлак, мала троє дітей.[3]